# リーヴァ・リーグレ
リーヴァ・リーグレ(伊: Riva Ligure)は、イタリア共和国リグーリア州インペリア県にある、人口約2,800人の基礎自治体（コムーネ）。

## 地理

### 位置・広がり

#### 隣接コムーネ
隣接するコムーネは以下の通り。
- カステッラーロ
- ポンペイアーナ
- サント・ステーファノ・アル・マーレ
- タッジャ

### 地震分類
イタリアの地震リスク階級 (it) では、2 に分類される
。

## 行政

### 分離集落
リーヴァ・リーグレには、以下の分離集落（フラツィオーネ）がある。
- Regione Casai, Regione Prati